# Terreti
Terreti è un quartiere collinare della città di Reggio Calabria, posto a 600 m s.l.m. Insieme ad Ortì e Podàrgoni costituisce l'XI circoscrizione del comune di Reggio Calabria.

## Il toponimo
Il toponimo Terreti può avere due etimologie. Una risale all'aggettivo latino teres, terĕtis, che vuol dire levigato, arrotondato, intendendo forse un'area particolarmente battuta dai venti o un tempo brulla e priva di vegetazione. Un'altra deriverebbe dal plurale del termine terreto, costituito da terra (vocabolo usato come sinonimo di podere coltivabile) + etum (suffisso collettivo latino), da cui Terretum. Questa voce potrebbe identificare degli appezzamenti o dei lotti coltivati. Inoltre non si può escludere che l'espressione locale Terreti possa essere una semplice variante dialettale per indicare genericamente dei territori o dei terreni.

## Storia
Nei pressi dell'attuale centro abitato di Terreti sorgeva Motta S. Quirillo, un piccolo centro abitato fortificato il cui nome derivava da un vescovo ed eremita originario della zona.  
A cavallo del XIV e del XV secolo, nell'ambito della guerra fra Angioini ed Aragonesi, Motta S. Quirillo, al pari delle altre motte, si schierò a favore degli Angioini, in contrapposizione con l'aragonese Reggio.
Per questo motivo nel 1422 i reggini, mentre la maggior parte degli abitanti della Motta celebravano una festività religiosa in una chiesetta poco distante, attaccarono Motta S. Quirillo e, uccisi i pochi rimasti in casa, la distrussero dalle fondamenta. 
Dopo tale disfatta, gli abitanti superstiti fondarono l'attuale centro abitato di Terreti.

## L'Abbazia di Santa Maria di Terreti
In epoca bizantina qui esisteva l'Abbazia di Santa Maria di Terreti, successivamente fatta rierigere da Ruggero II nel 1103: nel corso dei secoli tale chiesa fu ripetutamente danneggiata da vari terremoti (in particolare dal terremoto del 1783). 
In seguito ad ulteriori danneggiamenti dovuti al terremoto del 1908, nel 1915 le autorità la demolirono definitivamente tramite cariche di dinamite.
Di essa rimangono alcuni ruderi, nonché parti di pavimento a mosaico e colonne, oggi situati presso la Chiesa degli Ottimati nel centro della città, oltre che le descrizioni di osservatori diretti.

## Il clima
Il clima è di tipo appenninico con inverni freddi, con la minima di 4° gradi nelle mattine d'inverno, ed estati calde con una massima di 34°. Non sono rare le nevicate: ve ne possono essere anche 3/4 a stagione, specialmente in febbraio.

## Temperatura media
Gennaio 4 °C / 10 °C
Febbraio 3 °C / 9 °C
Marzo 5 °C / 13 °C
Aprile 9 °C / 15 °C
Maggio 16 °C / 21 °C
Giugno 20 °C / 26 °C
Luglio 25 °C / 33 °C
Agosto 26 °C / 32 °C
Settembre 20 °C / 29 °C
Ottobre 13 °C / 18 °C
Novembre 8 °C / 13 °C
Dicembre 5 °C / 9 °C

## Luoghi di culto
- Chiesa di Sant'Antonio Abate

## Santi
- San Tommaso di Terreti (vissuto verso il 1100 circa), monaco ed abate (igumeno in greco) dell'antica Abbazia di Santa Maria (Theotokos) di Terreti. La sua memoria liturgica ricorre il 5 luglio.
- San Cirillo di Reggio, eremita a Terreti e vescovo di Reggio nell'VIII secolo.